# 勝利勲章
勝利勲章（しょうりくんしょう、ロシア語: Орден «Победа»）は、ソビエト連邦の勲章。ソ連における軍人に対する最高殊勲勲章。世界でも特に貴重、希少な勲章のひとつと見なされる。勝利勲章は1個軍集団以上の軍隊を指揮し、実際の作戦行動を指揮し、戦闘で勝利した将帥、あるいはいくつかの戦線で戦況を打開し赤軍に勝利をもたらした将帥のみに授与された。（軍人が対象であり、政治家には授与されていない。これは当時協力関係にあったアメリカ・イギリスなどに対しても同様である。）
授与者は全17名で、うち2度受章した者は3名、外国人5名。このうちレオニード・ブレジネフは受賞資格のない者として取り消されている。

## 歴史
1943年6月、ソ連軍後方総本部のN・S・ネイェロフ大佐によって提案された。ネイェロフ大佐の原案では「祖国忠誠勲章」と命名されるはずであったが、1943年11月8日に公式に制定された際に「勝利勲章」と命名された。1944年4月10日のヴァシレフスキー、ジューコフ両ソ連邦元帥、そしてスターリン（ソ連軍最高司令官、大元帥）が最初に受章した。また勝利勲章は連合国軍の司令官たち（アイゼンハワーやモントゴメリーなど）にも授与された。フランスのシャルル・ド・ゴールにも授与する計画はあったが、結局中止された。このように勝利勲章は第二次世界大戦中に活躍した軍人に与えられたが、唯一の例外が1978年に受章したブレジネフ（当時最高会議幹部会議長、共産党書記長、ソ連邦元帥）である。ブレジネフの勝利勲章は、授章条件を満たさない（ブレジネフは大戦中政治委員であり、軍人ではなかった）として死後の1989年に取り消された。社会主義国の他の勲章同様、同じ人物に複数回、授与可能であり（スターリンとジューコフ、ヴァシレフスキーが2度受章）、後に取り消されたブレジネフを含む17名に20回授与された。他の勲章との相違点として、通し番号が無く、受章者には勲記が渡された。また佩用者が死去後は、勲章は国家に返納しなければならなかった。現在、勲章管理のためにモスクワのクレムリンには「ダイヤモンド基金」がある。
2017年12月5日にミハイ1世が崩御したことによって勝利勲章の受章者は全員故人となり、現在は誰も保有していない状態である。また、ミハイ1世はソ連崩壊後も勝利勲章を保有していた唯一の人物であった。

## 勲章の細部
勝利勲章は直径72ミリメートル。プラチナ製で五芒星形。174個、合計16カラット（3.2g）のダイアモンドが5つの人工ルビーの腕を囲んでちりばめられている。勲章の中心は銀製のメダリオンである。黄金のモスクワクレムリンにある塔のひとつ、スパスカヤ塔とレーニン廟が図案化され、同じく金の月桂樹が周りを囲んでいる。背景は青いエナメル地で空を表し、上にСССР（ソ連）、下の赤い旗にはПобеда（勝利）の文字が書き表されている。勲章のデザイナーが誰なのかは詳細は不明であるが、1943年10月20日にスターリンによって現在のデザインが決定し、宝石工の手によってできた。また、アイゼンハワーは、自分の勝利勲章をアメリカの宝石店で鑑定し、オランダ王婿ベルンハルトに対して、自分の勲章は贋物だと語ったと伝えられる。

## 略綬

略綬

略綬は、44ミリ。陸軍の軍服につけられる。以下の勲章を色で表している。
- 名誉勲章 (Орден Славы). オレンジ色に黒のセンターストライプ
- ボグダン・フメリニツキー勲章 (Орден Богдана Хмельницкого). ライトブルー
- アレクサンドル・ネフスキー勲章（ロシア語版） (Орден Александра Невского). ダークレッド
- クトゥーゾフ勲章 (Орден Кутузова). ダークブルー
- スヴォーロフ勲章 (Орден Суворова). 緑
- レーニン勲章 (Орден Ленина). 中心の赤色

## 受章者一覧

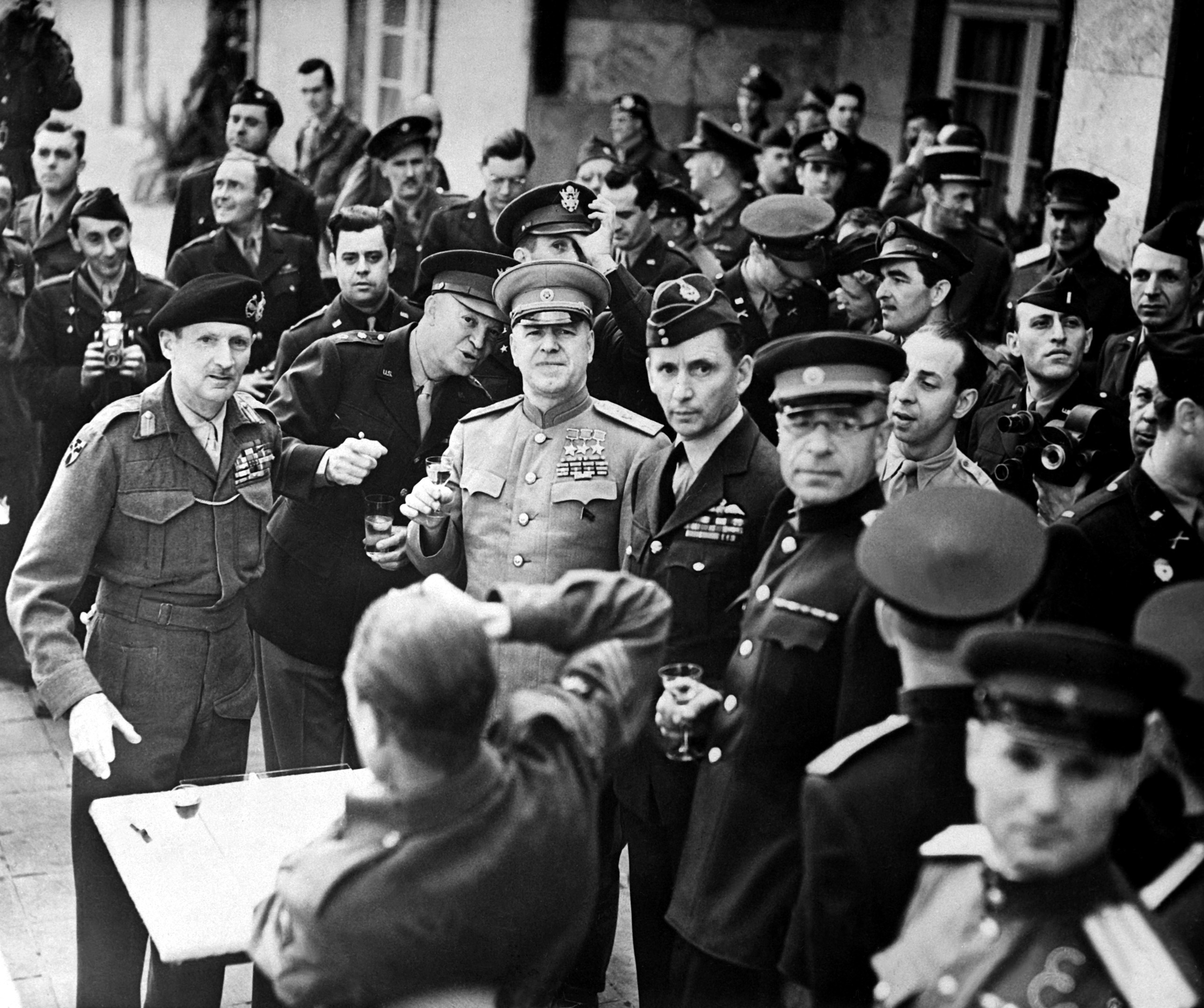
1945年6月5日 イギリスのバーナード・モントゴメリー元帥（左、ベレー帽を被っている人物）、アメリカのドワイト・D・アイゼンハワー元帥と、ソ連のゲオルギー・ジューコフ元帥がモントゴメリーの右にいる。なお、ジューコフの右にいるのはイギリスの空軍元帥アーサー・テッダー (初代テッダー男爵)。

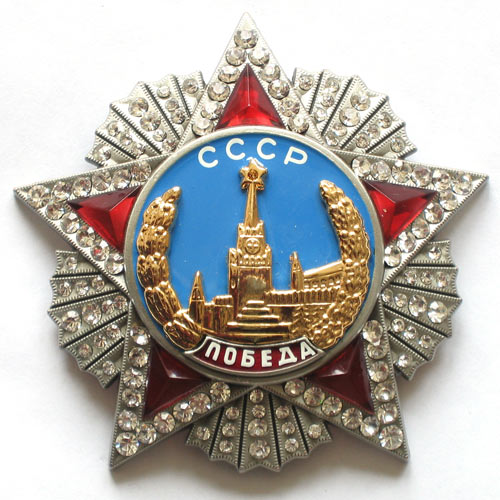
勝利勲章

| #  | 受章日        | 氏名                             | 死去           | 備考           |
| -- | ------------- | -------------------------------- | -------------- | -------------- |
| 1  | 1944年4月10日 | ゲオルギー・ジューコフ           | 1974年6月18日  |                |
| 2  | 1944年4月10日 | アレクサンドル・ヴァシレフスキー | 1977年12月5日  |                |
| 3  | 1944年4月10日 | ヨシフ・スターリン               | 1953年3月5日   |                |
| 4  | 1945年3月30日 | コンスタンチン・ロコソフスキー   | 1968年8月3日   |                |
| 5  | 1945年3月30日 | イワン・コーネフ                 | 1973年5月21日  |                |
| 6  | 1945年4月19日 | アレクサンドル・ヴァシレフスキー | 1977年12月5日  | 2度目          |
| 7  | 1945年4月26日 | ロディオン・マリノフスキー       | 1967年3月31日  |                |
| 8  | 1945年4月26日 | フョードル・トルブーヒン         | 1949年10月17日 |                |
| 9  | 1945年5月31日 | レオニード・ゴヴォロフ           | 1955年3月19日  |                |
| 10 | 1945年5月31日 | ゲオルギー・ジューコフ           | 1974年6月18日  | 2度目          |
| 11 | 1945年6月4日  | セミョーン・チモシェンコ         | 1970年3月31日  |                |
| 12 | 1945年6月4日  | アレクセイ・アントーノフ         | 1962年6月18日  |                |
| 13 | 1945年6月5日  | バーナード・モントゴメリー       | 1976年3月24日  |                |
| 14 | 1945年6月10日 | ドワイト・D・アイゼンハワー      | 1969年3月28日  |                |
| 15 | 1945年6月26日 | ヨシフ・スターリン               | 1953年3月5日   | 2度目          |
| 16 | 1945年7月6日  | ミハイ1世                        | 2017年12月5日  | ルーマニア国王 |
| 17 | 1945年8月9日  | ミハウ・ロラ＝ジミェルスキ       | 1989年10月15日 |                |
| 18 | 1945年9月8日  | キリル・メレツコフ               | 1968年12月10日 |                |
| 19 | 1945年9月9日  | ヨシップ・ブロズ・チトー         | 1980年5月4日   |                |
| 20 | 1978年2月20日 | レオニード・ブレジネフ           | 1982年11月10日 | 没後、剥奪     |